# Linia kolejowa Gyeongbu
Linia kolejowa Gyeongbu (kor.: 경부선) – najważniejsza linia kolejowa w Korei Południowej i jedna z najstarszych. Została zbudowana przez Japonią w 1905 roku, łącząc Seul przez Suwon, Daejeon, Daegu z Pusan. Linia Gyeongbu jest zdecydowanie najbardziej obciążoną linią kolejową w Korei Południowej. Kursują na niej pociągi dużych prędkości, ekspresy, pociągi lokalne, oraz towarowe.